# تيموثي مكارثي
تيموثي تيم مكارثي (بالإنجليزية: Timothy 'Tim' McCarthy)‏ (15 يوليو 1888 - 16 مارس 1917) كان بحارًا إيرلنديًا متمكنًا. اشتهر بخدمته في البعثة الإمبراطورية العابرة للقارة القطبية الجنوبية في الفترة من 1914 إلى 1916، والتي نال عنها الميدالية البرونزية القطبية.